# 错拉北
错拉北是一个位于中国四川省石渠县的湖泊，面积约为3.5平方千米。